# Побег из курятника 2
«Побе́г из куря́тника 2» (англ. Chicken Run: Dawn of the Nugget) — покадрово-анимационный комедийный фильм режиссёра Сэма Фелла. По сценарию Кэри Киркпатрика, Джона О’Фаррелла и Рэйчел Таннард, по оригинальному сюжету Киркпатрика и О’Фаррелла. Является продолжением фильма «Побег из курятника» (2000). Фильм произведён студиями Aardman Animations и Netflix Animation. В озвучивании фильма приняли участие: Тэнди Ньютон, Закари Ливай, Белла Рамзи, Имельда Стонтон, Линн Фергюсон, Дэвид Брэдли, Джейн Хоррокс, Ромеш Ранганатхан, Дэниэл Мейс, Джози Седжвик-Дэвис, Ник Мохаммед и Миранда Ричардсон.
Премьера фильма «Побег из курятника 2» состоялась на 67-м Лондонском кинофестивале 14 октября 2023 года, а выход на платформе Netflix состоялся 15 декабря 2023 года.

## Синопсис
Успешно осуществив дерзкий и рискованный побег с фермы Твиди, Джинджер отыскала идеальное место для жизни — идиллический птичий заповедник на острове, где вся стая куриц живёт в гармонии и вдали от опасностей человеческого мира. Когда у Джинджер и Рокки появляется их дочь Молли, кажется, что счастливый конец для Джинджер стал реальностью. Однако всё куриное племя столкнулось с новой угрозой на Большой Земле, возглавляемой знакомым врагом. Преисполненные решимости отстоять свою свободу, даже если придётся поставить её под угрозу, Джинджер и её команда начинают действовать.

## Сюжет
После побега с фермы Твиди куры во главе с Джинджер и Рокки живут в заповеднике, куда людям путь воспрещён. После появления на свет дочки Молли Джинджер считает, что лучше уже быть не может, но вскоре Молли начинает проявлять интерес к внешнему миру, чем не на шутку тревожит мать. Джинджер, боясь за Молли, запрещает ей покидать остров.
Спустя некоторое время на континенте начинается строительство. Подозревая, что это куриная ферма, Джинджер распоряжается, чтобы куры «залегли на дно», но Молли, заинтересовавшись происходящим, ночью сбегает с острова и знакомится с Фриззл — курочкой-подростком ненамного старше её, намеревающейся пробраться на «Весёлую ферму», которую и строят невдалеке. Тем временем Джинджер, обнаружив отсутствие дочери, вместе с Бабс, Банти, Рокки, Мак и Фаулером отправляется на её поиски и замечает, как водитель фургона с логотипом «Весёлой фермы» забрасывает Молли и Фриззл в кузов. Последовав за фургоном, компания выходит на здание фермы, находящееся под строжайшей охраной. Рокки пытается пробраться внутрь, но попадает в мусоропровод, попутно активировав все охранные устройства; тем не менее, благодаря его действиям Мак удаётся разработать план проникновения в здание. Куры успешно пробираются внутрь, но помогающие им крысы Ник и Фетчер случайно оказываются в том же мусоропроводе и спасают оттуда Рокки.
Тем временем Молли и Фриззл вовсю веселятся в «парке развлечений» в здании фермы, но Молли замечает, что со здешними курами что-то не так — они совершенно ни на что не реагируют, а ещё носят ошейники с номерами. Работающий на фабрике учёный, доктор Фрай, надевает ошейник и на Фриззл, в результате чего она тоже перестаёт что-либо замечать и не узнаёт Молли. Решив спасти новую подругу, Молли сбегает из парка и, последовав за Фраем, воссоединяется с матерью, но тут выясняется, что владелицей новой фермы является не кто иная, как миссис Твиди, а доктор Фрай — её новый муж. А цель новой фермы — изготовление куриных наггетсов для дальнейшей поставки в сети ресторанов фаст-фуда.
Миссис Твиди, обнаружив Джинджер, ловит её и надевает на неё ошейник, но Джинджер отказывается поддаваться. Рокки удаётся отвлечь Фрая и миссис Твиди, но ошейник активируется, сделав Джинджер безразличной. В результате суматохи почти вся компания кур и крыс (кроме Фаулера, ожидающего снаружи) оказывается в ловушке внутри силосной башни с кукурузой, но Мак удаётся снять с Джинджер ошейник, и куры сбегают, при помощи фейерверка и очков Мак превратив кукурузу в поп-корн (в результате чего крышу башни сносит в буквальном смысле).
Молли наотрез отказывается уходить с фермы без Фриззл, и Джинджер решает, что нужно спасти и остальных кур. Миссис Твиди отдаёт загипнотизированным курам приказ отправиться в цех по производству наггетсов, но в ходе борьбы Молли и Джинджер удаётся отобрать у неё пульт управления и отключить ошейники. Куры, осознав, что происходит, бегут к выходу, а миссис Твиди сама падает в машину для обжарки, но остаётся почти невредима и пытается не дать курам сбежать на грузовике, подосланном владельцем сети фаст-фуда для получения готовых наггетсов. Но в этот момент машина для обжарки перегревается из-за попавшего в неё топора и взрывается, уничтожив ферму, а Фаулер сталкивает миссис Твиди в канал вокруг фабрики, полный роботов-охранников.
Куры (в том числе спасённые с фермы) возвращаются на остров. Молли и Фриззл проводят воздушную разведку птицефабрик на материке, когда они сообщают кто в опасности куриная команда отправляются к спасению других кур с ферм.

## Актёрский состав
| Актёр                | Роль            |
| -------------------- | --------------- |
| Закари Ливай         | Рокки           |
| Тэнди Ньютон         | Джинджер        |
| Белла Рамзи          | Молли           |
| Ромеш Ранганатхан    | Ник             |
| Дэвид Брэдли         | Фаулер          |
| Дэниэл Мейс          | Фэтчер          |
| Джейн Хоррокс        | Бэбс            |
| Имельда Стонтон      | Банти           |
| Линн Фергюсон        | Мак             |
| Джози Седжвик-Дэйвис | Фриззл          |
| Ник Мохаммед         | Фрай            |
| Миранда Ричардсон    | Мелисса Твиди   |
| Питер Серафинович    | Реджинальд Смит |

## Производство
В апреле 2018 года было объявлено о продолжении «Побега из курятника», продюсерами которого выступили Aardman Animations, StudioCanal и Pathé. DreamWorks Animation не принимала участие в этом проекте, так как прекратила сотрудничество с Aardman после выхода фильма «Смывайся!» в 2006 году. Режиссёром выступил Сэм Фелл, а продюсером выступил Пол Кьюли. Сценаристы оригинального фильма «Побега из курятника» Кэри Киркпатрик и Джон О’Фаррелл написали сценарии для продолжения. Основатели студии Aardman Питер Лорд и Дэвид Спрокстон будут выступать в качестве исполнительных продюсеров.
16 октября 2019 года официально началось производство фильма. Aardman объявил, что Мела Гибсона не просили вернуться в роли Рокки. В июне 2020 года Фелл опубликовал более подробную информацию о сиквеле, который будет следовать из концовки первого фильма, где куры обосновались в своём новом безопасном месте. Молли, птенец Джинджер и Рокки, начинает перерастать местность, как только приходит известие о новой угрозе для кур. В июле 2020 года Джулия Савалия, голос Джинджер из первого фильма, раскрыла намерение Aardman изменить её роль, заявив, что её голос теперь звучит слишком старым, и прокомментировала: «Меня официально ощипали, нафаршировали и зажарили». Решение было встречено широкой критикой, некоторые сочли это решение эйджизмом.
Основные съёмки фильма начались в начале 2021 года. В январе 2022 года Закари Ливай, Тэнди Ньютон, Дэвид Брэдли, Ромеш Ранганатхан и Дэниэл Мейс заменили Гибсона, Савалью, Бенджамина Уитроу, Тимоти Сполла и Фила Дэниелса в качестве голосов Рокки, Джинджер, Фаулера, Ника и Фетчера, в то время как Джейн Хоррокс, Имельда Стонтон и Линн Фергюсон повторили свои роли Бабс, Банти и Мак из первого фильма. При этом название фильма было раскрыто как «Chicken Run: Dawn of the Nugget». Белла Рамзи, Ник Мохаммед и Джози Седжвик-Дэвис озвучили трёх новых персонажей: Молли, доктора Фрая и Фриззл. В июне 2023 года сообщалось, что Гарри Грегсон-Уильямс, один из композиторов первого фильма, вернётся, чтобы написать музыку для продолжения. В сентябре 2023 года было объявлено, что Миранда Ричардсон повторит свою роль голоса миссис Твиди и что Питер Серафинович также присоединится к актёрскому составу в роли Реджинальда Смита.

## Премьера
Премьера фильма состоялась на 67-м Лондонском кинофестивале BFI14 октября 2023 года, а выпуск на Netflix состоялся 15 декабря 2023 года. Предварительный показ фильма состоялся на Международном фестивале анимационных фильмов в Анси 11 июня 2023 года. Netflix объявила о приобретении прав на распространение фильма по всему миру, за исключением Китая.

## Восприятие
На сайте-агрегаторе рецензий Rotten Tomatoes рейтинг фильма составляет 83% на основе 12 рецензий со средней оценкой 6,9 из 10.

## Комментарии
1. ↑  Полное название фильма «Побег из курятника: Рассвет наггетсов»